# Impatiens cuonaensis
Impatiens cuonaensis är en balsaminväxtart som beskrevs av Yi Ling Chen. Impatiens cuonaensis ingår i släktet balsaminer, och familjen balsaminväxter. Inga underarter finns listade i Catalogue of Life.